# 12646 Avercamp
A 12646 Avercamp (ideiglenes jelöléssel (12646) 5175 T-2) a Naprendszer kisbolygóövében található aszteroida. Cornelis Johannes van Houten, Ingrid van Houten-Groeneveld és Tom Gehrels fedezte fel 1973. szeptember 25-én.

## Kapcsolódó szócikk
- Kisbolygók listája (12501–13000)